# Shaft (film, 1971)
A Shaft 1971-ben bemutatott amerikai akciófilm, melyet Gordon Parks rendezésében a Metro-Goldwyn-Mayer forgalmazott. A film noir elemeit is hordozó akciófilm a sötétbőrű magándetektív, John Shaft történetét meséli el, aki egy harlemi maffiózó elrabolt lányát próbálja megtalálni. Főszereplői Richard Roundtree, Moses Gunn, Drew Bundini Brown, Charles Cioffi, Christopher St. John, Gwenn Mitchell és Lawrence Pressman. A film alapjául Ernest Tidyman azonos című regénye szolgál.
A film zenéje 1971-ben jelent meg Shaft címen, mely Grammy-díjat nyert a legjobb filmzene kategóriában, a főcímzene Oscar-díjat kapott a legjobb eredeti betétdal kategóriában,  több lemezlistára felkerült, valamint 38. helyre került az American Film Institute (AFI) 100 év 100 dal listáján.
2000-ben a produkció bekerült az Egyesült Államok Kongresszusi Könyvtárának nemzeti filmtárába, mint kulturálisan, történelmileg vagy esztétikailag jelentős mű.  Ugyanezen évben mutatták be Shaft címmel a film remake-jét, mely az 1971-es változat folytatásának tekinthető.

## Szereplők
| Színész              | Szerep               | Magyar hang     |
| -------------------- | -------------------- | --------------- |
| Richard Roundtree    | John Shaft           | Papucsek Vilmos |
| Charles Cioffi       | Vic Androzzi hadnagy | Kárpáti Tibor   |
| Moses Gunn           | Bumpy Jonas          | Németh Gábor    |
| Christopher St. John | Ben Buford           | Laklóth Aladár  |
| Gwenn Mitchell       | Ellie Moore          |                 |
| Lawrence Pressman    | Tom Hannon őrmester  |                 |